# Schermersoproer
Het Schermersoproer was een gevecht in 's-Hertogenbosch op 1 juli 1579, tijdens de Tachtigjarige Oorlog waarbij katholieke en protestantse Bossche burgers met elkaar slaags raakten op de Bossche Markt.

## Aanleiding
In de stad 's-Hertogenbosch stonden de protestantse en katholieke bevolking al langere tijd op gespannen voet met elkaar. Nadat het Bossche stadsbestuur vernam dat Maastricht in de handen van de Spaanse troepen onder leiding van Alexander Farnese was gevallen, wist de protestantse predikant Hendrik Agylaeus het stadsbestuur zo ver te krijgen dat men koos zich aan te sluiten bij de Unie van Utrecht, een bondgenootschap tegen de katholieke Spaanse koning Filips II. Hoewel men eerder al gekozen had voor de Unie van Atrecht, 
voelde men zich bij nader inzien ook genoodzaakt zich aan te sluiten bij de opstandige Willem van Oranje. De bestuurders wilden het calvinistische Schermersgilde er op uitsturen om alle kerkklokken uit de Meierij mee te nemen naar 's-Hertogenbosch, zodat men ze kon omsmelten tot geschut.

## Oproer
De beslissing van het stadsbestuur werd kenbaar gemaakt aan het Bossche publiek dat zich op de Markt had verzameld. Op het plein bevonden zich ook katholieke gildes, die het niet met de beslissing eens waren. Ze wilden verhaal halen bij het stadsbestuur. Een van de leden van het Schermersgilde die het stadhuis bewaakte loste daarop een schot. Bij de strijd tussen katholieken en protestanten die volgde vielen 42 doden en 120 gewonden. De protestanten onder leiding van de predikant Henricus Agylaeus verloren de slag.

## Nasleep
Het stadsbestuur gaf het protestantse deel van de bevolking na het oproer gelegenheid te vertrekken naar het noorden van de Nederlanden, waar protestanten niet werden vervolgd. Dit gebeurde massaal, naar schatting betrof het 20% van de inwoners van de stad. Het bestuur vroeg Alexander Farnese, de landvoogd namens koning Filips II, de stad te beschermen. Hierdoor was 's-Hertogenbosch een van de weinige Nederlandstalige steden die zich niet aansloot bij de Unie van Utrecht.
In de loop van de Nederlandse Opstand zou de stad eenmaal door Filips van Hohenlohe-Neuenstein en vijfmaal door Maurits van Nassau worden aangevallen, telkens tevergeefs. Pas in 1629 werd  's-Hertogenbosch belegerd en ingenomen door Frederik Hendrik van Oranje, waarna ze eeuwenlang een ondergeschikte positie in zou nemen als hoofdstad van het generaliteitsland Staats-Brabant.

## In herinneringscultuur
- Het Noordbrabants Museum beschikt over het schilderij Het Schermersoproer te 's-Hertogenbosch in 1579 van Jan van Diepenbeeck van omstreeks 1600, dat verhaalt wat op 1 juli 1579 gebeurde. Het werd boven een altaar van de verdwenen Gevangenpoort opgehangen.
- Herman Voicht van Oudheusden, medewerker van de bisschoppelijke rechtbank, schreef een ooggetuigenverslag dat is opgenomen in Vruchten van de goede en de slechte boom, een werk dat uit het Latijn is vertaald en in boekvorm verschenen. Van Oudheusden zag met lede ogen aan hoe de calvinisten steeds verder opdrongen en het de katholieken steeds lastiger maakten. De katholieke overwinning werd dan ook aan katholieke zijde door velen, de verslaggever inbegrepen, bejubeld, hoewel ook aan die zijde slachtoffers vielen.

1579: Schermersoproer · 
1585: Aanslag door Hohenlohe ·
1591: Maurits I ·
1594: Maurits II ·
1601: Maurits III ·
1603: Maurits IV · 
1622: Maurits V ·
1629: Beleg door Frederik Hendrik ·
1672: Beleg door Turenne · 
1794: Beleg door Pichegru · 
1814: Beleg door de Pruisen · 
1944: Operatie Alan